# Église Saint-Brice de Marly
L'église Saint-Brice est une église catholique romaine située sur la commune de Marly, dans le département de la Moselle, en France,  dans la région administrative Grand Est.

## Description

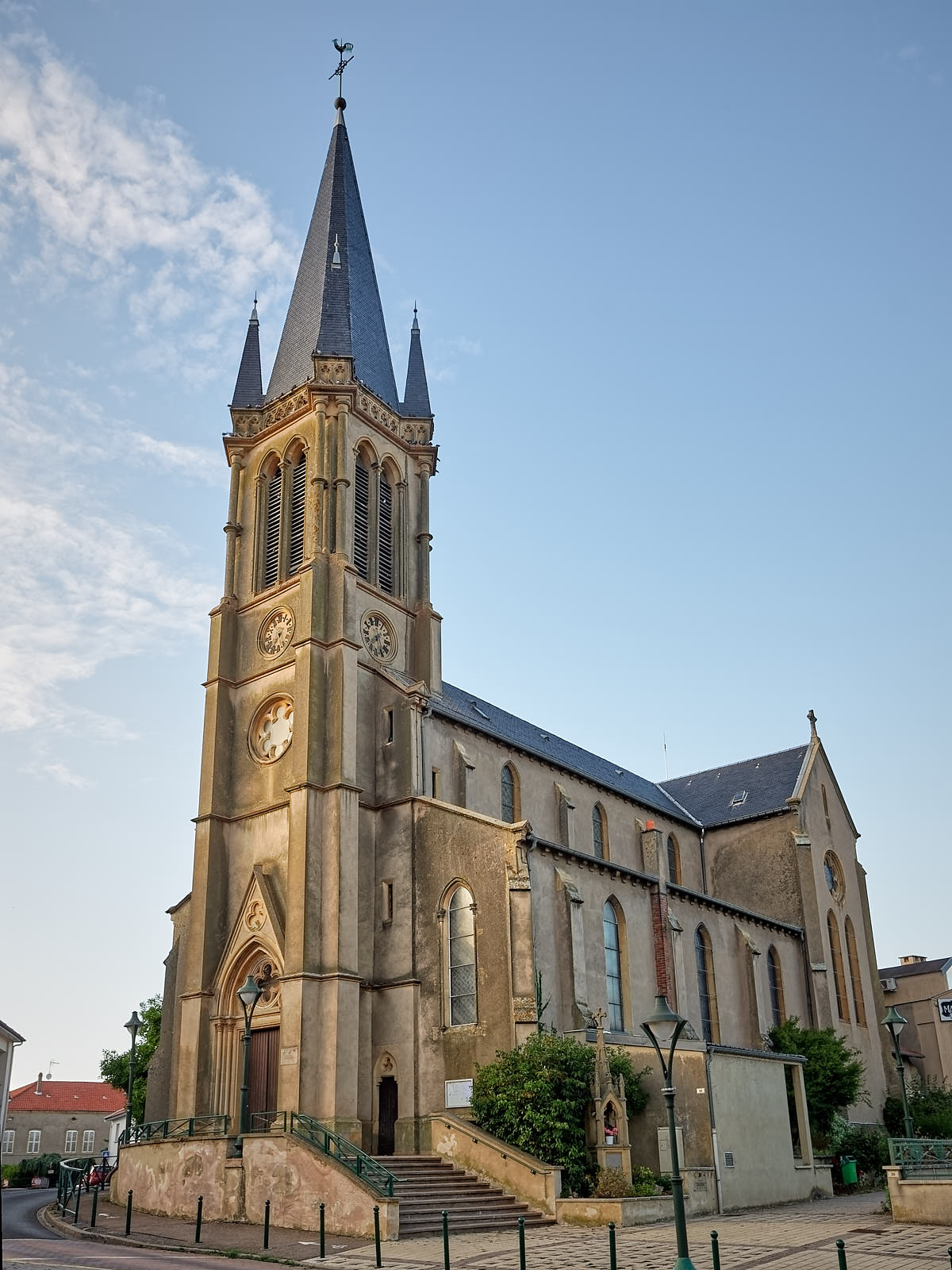
Parvis de l'église

Il s'agit d'une église de style néo-gothique à plan cruciforme. Elle se situe dans le centre-ville de Marly et surplombe la Seille, un affluent de la Moselle, ce qui lui a valu le surnom de « cathédrale de la Seille ». Elle a des belles sculptures du chemin de croix dans la nef et deux autels latéraux. À côté de l'édifice se dresse un petit oratoire dédié à l'Immaculée-Conception.

## Historique
L'église fut construite au XIXe siècle. Elle fut consacrée le 17 octobre 1862 par Mgr Dupont des Loges, évêque de Metz. Elle fut bombardée en 1944 par les Américains. En effet, ces derniers soupçonnaient le clocher d'être un point d'observation pour les Allemands.

## Orgue de tribune

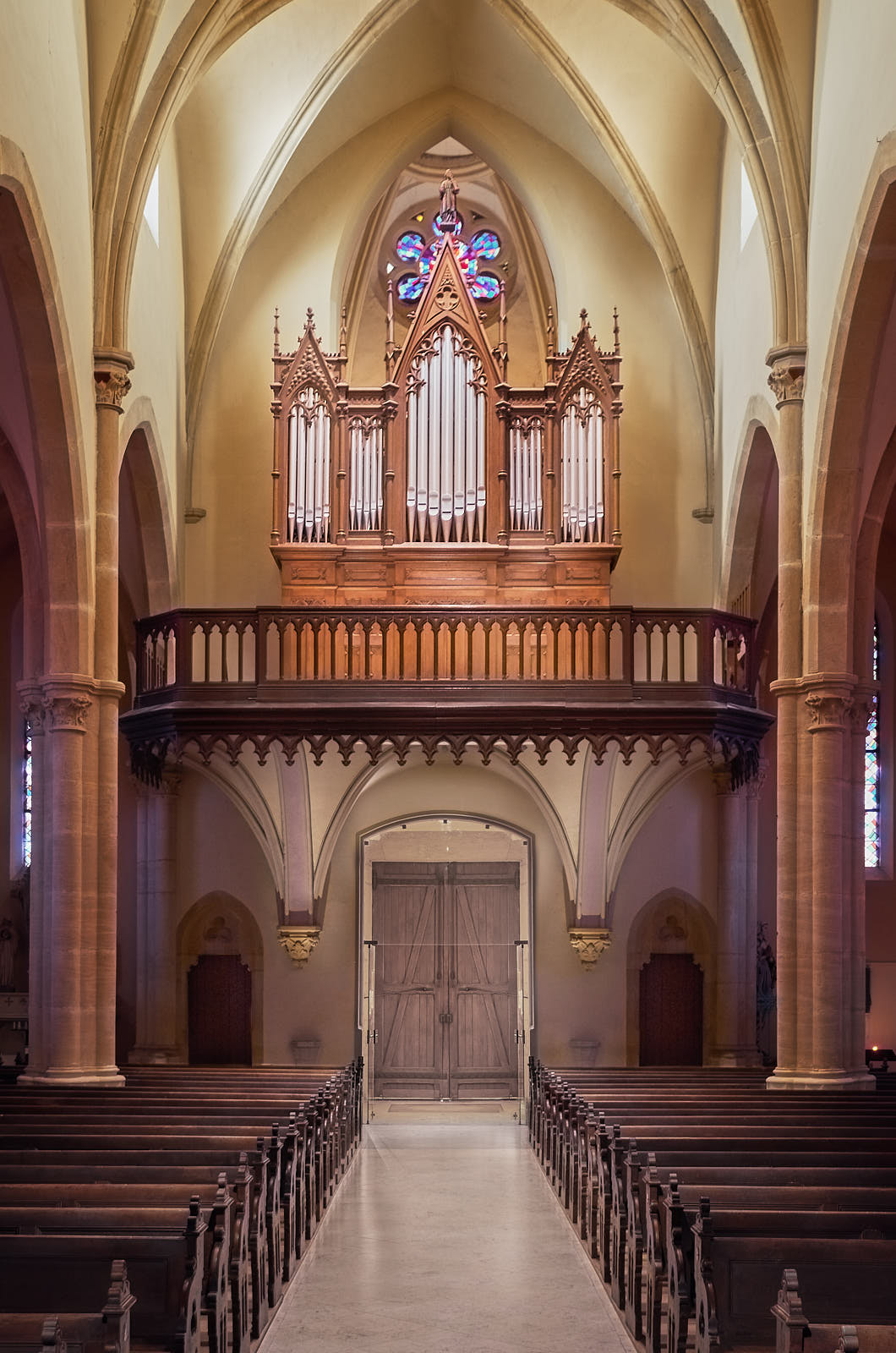
Buffet de l'orgue de l'Eglise Saint Brice de Marly

Le buffet Voit, d’un style néo-gothique, date de 1904 et a été préservé du bombardement de 1944. La partie instrumentale a entièrement été refaite en 1954 par la manufacture d'orgue Haerpfer-Erman basée à Boulay-Moselle. L'orgue est doté d'une transmission électrique. Les claviers manuels ont 54 notes et le pédalier 30 notes.
| I Grand-Orgue |       |
| Montre        | 8’    |
| Bourdon       | 8’    |
| Salicional    | 8’    |
| Prestant      | 4’    |
| Doublette     | 2’    |
| Plein-jeu     | 4 rgs |

| II Récit expressif |        |
| Montre-viole       | 8’     |
| Flûte bouchée      | 8’     |
| Voix céleste       | 8’     |
| Cor de chamois     | 4      |
| Flûte octaviante   | 4’     |
| Nazard             | 2' 2/3 |
| Flûte              | 2’     |
| Cymbale            | 3 rgs  |
| Trompette          | 8’     |

| Pédale        |     |
| Soubasse      | 16’ |
| Bourdon-basse | 8’  |
| Flûte         | 4’  |

Accouplements: Réc./G.O. en 16' 8' 4'. Tirasses: G.O., Récit. 2 combinaisons fixes. 1 combinaison libre. Appel d'anches. Trémolo récit.